# Чемпіонат світу із шахів серед жінок 2011

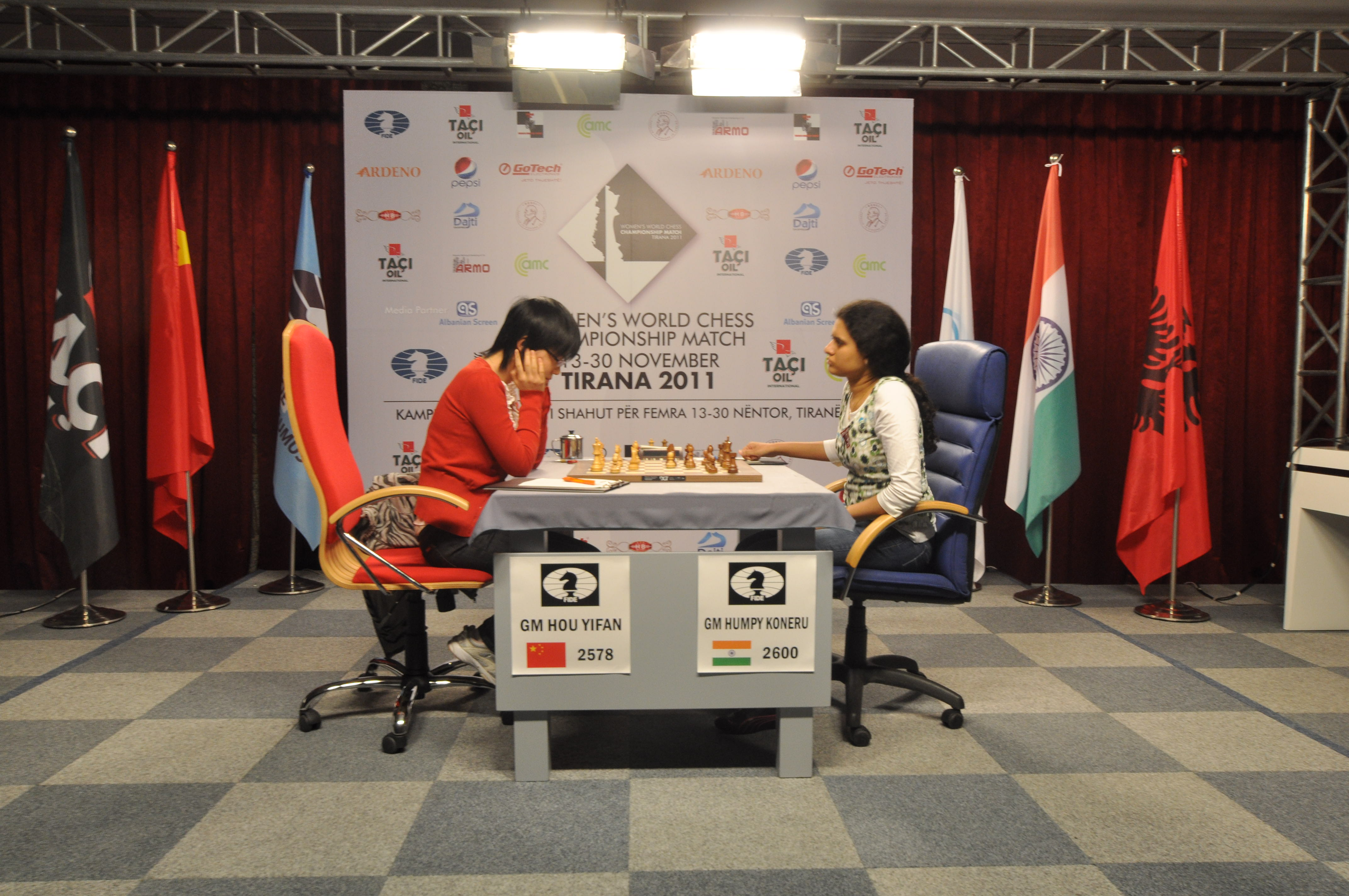
Матч за звання чемпіонки світу, Тирана 2011

Матч за звання чемпіонки світу з шахів 2011 між чемпіонкою Хоу Іфань і претенденткою Гампі Конеру проходив від 14 до 30 листопада 2011 року в Тирані (Албанія). В ньому Іфань перемогла Конеру з рахунком 5½ — 2½ і зберегла за собою звання чемпіонки.
Конеру здобула право кинути виклик чемпіонці завдяки перемозі в загальному заліку Гран-прі ФІДЕ серед жінок 2009-2011.

## Результати особистих зустрічей перед матчем
До цього матчу Хоу Іфань і Гампі Конеру зіграли були між собою 16 партій з класичним контролем часу:
|                                   | Перемоги Іфань | Нічиї | Перемоги Конеру | Загалом |
| --------------------------------- | -------------- | ----- | --------------- | ------- |
| Іфань (білими) — Конеру (чорними) | 5              | 2     | 0               | 7       |
| Конеру (білими) — Іфань (чорними) | 3              | 4     | 2               | 9       |
| Загалом                           | 8              | 6     | 2               | 16      |

## Формат матчу
Матч мав складатися з десяти партій, або меншої кількості, якщо одна із суперниць набере 5½ очок раніше. Контроль часу у класичних партіях: 90 хвилин на перші 40 ходів, 30 хвилин на решту гри, плюс 30 секунд додавання на кожен хід, починаючи з 1-го. Якщо б після десяти партій була нічия, то суперниці грали б чотири швидкі партії — 25 хвилин для кожної учасниці з додаванням 10 секунд на кожен хід. Далі дві партії бліц по п'ять хвилин для кожної учасниці і 3 секунди додавання на кожен хід. Якщо й вони не виявили б переможниці, то грали б ще такі дві партії, чергуючи кольори і так далі, допоки число бліц партій не досягне 10. Якщо й після цього нічия, то суперниці мали грати партію армегеддон: 5 хвилин на партію для білих і 4 — для чорних, з додаванням трьох секунд на хід, починаючи з 61 ходу, нічия на користь чорних.
Призовий фонд: 200 тис. євро (за умовами організатори мали забезпечити принаймні 150 тис.), 60% з яких отримала переможниця. Якщо б доля матчу вирішувалась на тай-брейку, то переможниця отримала б 55%.

## Таблиця матчу
| №   | Учасниця     | Рейтинг | 1   | 2   | 3   | 4   | 5   | 6   | 7   | 8   | 9 | 10 |  | + | − | = | Очки |
| --- | ------------ | ------- | --- | --- | --- | --- | --- | --- | --- | --- | - | -- |  | - | - | - | ---- |
| 1   | Хоу Іфань    | 2578    | ½   | ½   | 1   | ½   | ½   | 1   | 1   | ½   |   |    |  | 3 | 0 | 5 | 5½   |
| 2   | Гампі Конеру | 2600    | ½   | ½   | 0   | ½   | ½   | 0   | 0   | ½   |   |    |  | 0 | 3 | 5 | 2½   |
| ECO | ECO          | ECO     | E06 | C42 | D38 | C80 | C80 | D38 | C92 | D38 |   |    |  |   |   |   |      |